# Риголетто
Риголе́тто (итал. Rigoletto) — опера в трёх актах Джузеппе Верди, написанная в 1850—1851 годах.

## История создания
Опера была задумана по мотивам пьесы Виктора Гюго «Король забавляется» (1832). Пьеса была запрещена цензурой как подрывающая авторитет королевского двора. Итальянское либретто было написано Франческо Мария Пьяве, сотрудничавшим с Джузеппе Верди много лет. По требованию цензуры исторический король был заменён неким герцогом, а безобразный шут Трибуле — Риголетто. Поначалу шута предполагалось сделать традиционным оперным красавцем.
Премьера оперы состоялась 11 марта 1851 года в Фениче, Венеция.

## Сюжет
Бал во дворце герцога Мантуанского. Герцог ухаживает за графиней Чепрано, вызывая ревность её мужа. Шут Риголетто зло издевается над графом Чепрано и советует герцогу нынче же ночью похитить прелестную графиню; взбешённый Чепрано клянётся отомстить Риголетто. Веселье бала нарушается появлением графа Монтероне, который требует от герцога возвратить ему дочь. Шут глумится над Монтероне. Герцог приказывает заключить графа под стражу. Монтероне проклинает Герцога и Риголетто.
Проклятье Монтероне не даёт покоя Риголетто. Возвращаясь поздно вечером домой, он встречает наёмного убийцу Спарафучиле, предлагающего ему свои услуги. Шут тревожится за судьбу нежно любимой дочери Джильды, которая живёт в глухом предместье со служанкой Джованной. Он запретил ей выходить из дома, боясь герцога и его развращённой челяди. Однажды в церкви Джильда встретила юношу, чья красота пленила её. Неожиданно девушка видит его перед собой. Это герцог, переодетый студентом. Он пылко клянётся Джильде в вечной любви. Оставшись одна, девушка предаётся сладостным мечтам. А тем временем у дома Риголетто собираются придворные: они задумали похитить Джильду, считая её любовницей шута. Мучимый мрачными предчувствиями, Риголетто возвращается домой и в темноте сталкивается с ними. Чтобы рассеять подозрения шута, один из придворных рассказывает о готовящемся похищении графини Чепрано, которая живёт рядом. Риголетто соглашается помочь придворным. Тогда ему надевают маску, повязав её сверху платком. Издалека доносятся приглушённые крики Джильды. Риголетто срывает повязку и в ужасе убеждается, что его дочь похищена.
Герцог огорчён: прекрасная незнакомка исчезла, все поиски оказались тщетными. Придворные, желая развеселить его, рассказывают о ночном приключении — любовница Риголетто теперь во дворце. Герцог радостно спешит в свои покои. Напевая песенку, входит Риголетто; он повсюду ищет дочь, скрывая отчаяние под напускной беззаботностью. Узнав, что Джильда во дворце, он гневно требует, чтобы ему вернули дочь, но придворные глухи к угрозам и мольбам шута. В это время Джильда в слезах выбегает из покоев герцога. Риголетто клянётся отомстить за позор дочери; встреча с Монтероне, которого ведут в темницу, укрепляет его решимость. Джильда в страхе умоляет отца простить герцога.
Притон бандита Спарафучиле на берегу реки. Глухая ночь. Сюда приходит переодетый герцог; он увлечён новой страстью — к красавице Маддалене, сестре Спарафучиле. Убедившись в измене возлюбленного, Джильда прощается со своими светлыми грёзами. Риголетто отсылает её в Верону; переодевшись в мужской костюм, она должна нынче ночью покинуть Мантую. Сам Риголетто останется, чтобы заплатить Спарафучиле за убийство и самому бросить в реку труп ненавистного герцога, а потом уехать в Верону следом за дочерью. Начинается гроза. Маддалена, очарованная молодым красавцем, просит брата пощадить его. После долгих уговоров Спарафучиле соглашается убить первого, кто постучится в дверь. Этот разговор слышит Джильда; она по-прежнему любит герцога и пришла сюда, чтобы предупредить его о грозящей опасности. Для спасения возлюбленного Джильда готова отдать жизнь. Она входит в дом бандита. Гроза стихает. Возвращается Риголетто. Спарафучиле выносит мешок с мёртвым телом. Шут торжествует — наконец он отмщён! Собираясь бросить труп в воду, Риголетто вдруг слышит вдалеке весёлую песенку герцога. Он в ужасе разрезает мешок и видит свою умирающую дочь.

## Музыка
Вступление.

C-moll. Трагическая тема вступления. Тема проклятья. Повторение на одной ноте характерно для партии Монтерона. 2-я тема с секундовой стонущей интонацией. Завершается репризой.
1-е действие.

1-я картина. Бал в доме герцога. Легкомысленная атмосфера. В центре картины — баллада герцога. Это как бы его кредо: «Та иль эта, я не разбираю…». As-dur. Законченный номер. Куплетная форма. Опора на народные итальянские танцы.
Менуэт и Ригодон. Гости танцуют. Простые (менуэт и ригодон). Ригодон в G-dur.
Вдруг появляется сцена Монтерона. Он появляется, все поражены. Вокальная партия основана на одной ноте (на лейтмотиве проклятья). Риголетто издевается над ним. В оркестре — кривлянья шута. Он говорит: «Доверие вы наше не оправдали…» Велика роль оркестра. Разные ритмические фигуры. В ответ Монтерон говорит: «Вновь оскорбление! Обиды страшной я не забуду…». Монтерон проклял герцога и Риголетто. Далее хор придворных: «Старик полоумный, как смел ты явиться?» Постепенно атмосфера бала проясняется, и люди забывают об этом происшествии.

2-я картина. Дуэт Риголетто и Спарафучиле. Мрачное вступление — лейтмотив проклятья. Атмосфера ночи выражена в оркестре. Ум7 аккорды. Риголетто один. Важен его монолог. Он вспоминает проклятье: «Навек тем старцем проклят я». Звучит лейтмотив проклятья. Далее разговор c Спарафучиле. Весь этот разговор — речитатив. Разговор звучит на фоне оркестровой темы, где выразительно солирует виолончель.
Далее сцена и дуэт.
Дуэт с Джильдой имеет 4 раздела:
- 1 (C-dur) — радостный,
- 2 (As-dur) — поёт Риголетто, распевная тема,
- 3 (As-moll) — взволнованный,
- 4 (Es-dur) — Риголетто просит служанку беречь Джильду. Очень важно, что темы Риголетто лишаются угловатости. Музыка благородная, распевная.

Далее дуэт Джильды и герцога — основная тема в B-dur. Это — любовный дуэт. Далее ария Джильды, которая характеризует её как бесхитростную, наивную, очаровательную девушку. E-dur. Финал 1-го действия. Переговоры придворных и Риголетто. Мрачноватый. Во время похищения звучит хор придворных: «Тише, тише». Завершает 1-е действие лейтмотив проклятья.
2-е действие.

Открывается тревожным вступлением. Далее ария герцога в Ges-dur. Появляются придворные (хор), которые сообщают о похищении Джильды.

Сцена и ария Риголетто (№ 12) открывается песенкой Риголетто, внешне остаётся характеристика Риголетто — шутка, изломанная мелодия.

В арии Риголетто несколько разделов:
- 1-й раздел. C-moll. Обвиняет герцога и его окружение. Большую роль играет оркестр. «Куртизаны, исчадье порока.»
- 2-й раздел. F-moll. Униженно просит придворных.
- 3-й раздел. Des-dur. Широкая распевная тема.

Сцена и дуэт Джильды и Риголетто. Рассказ Джильды. Печальная музыка, окончания фраз как вздохи. Дуэт Джильды и Риголетто. Есть раздел (Des-dur), который напоминает 3-й раздел арии Риголетто. Последний раздел — высокий пафос, быстрый.
3-е действие.

Вся сцена полна романтических преувеличений. Для сгущения атмосферы мрака Верди вводит мужской хор за сценой, который изображает завывание ветра. Яркий контраст этой атмосфере — весёлая песенка герцога, который приходит в дом Спарафучиле к Маддалене. Риголетто приводит Джильду, чтобы она увидела измену герцога. Образуется квартет: герцог, Маддалена, Джильда и Риголетто. Яркий пример контрастного ансамбля, где каждый музыкальный герой получает свою музыкальную характеристику, контрастную другим.

Квартет. Des-dur. Начинает герцог. Обращается к Маддалене. Он её обольщает. Ему отвечает Маддалена. Она кокетничает. У Джильды стонущие интонации со вздохами. У Риголетто фразы полны мрачной злобы. Риголетто отсылает дочь домой, откуда, переодевшись в мужской костюм, Джильда должна уехать в Верону.
Сам же Риголетто подзывает Спарафучиле и просит последнего убить герцога, вручая ему задаток. Начинается гроза. Герцог остаётся в таверне Спарафучиле, который готовится его убить. Но Маддалене понравился красивый юноша и она просит брата пощадить герцога «Наш гость, и красивый, и ласковый». Спарафучиле колеблется, ведь он получил деньги и должен выполнить обещание. Но появляется Джильда в мужском костюме. Она слышит разговор Спарафучиле и Маддалены, как Спарафучиле в конце концов решается убить вместо герцога первого, кто постучится к ним до полуночи, и решается пожертвовать собой ради герцога.
Гроза стихает. Приходит Риголетто. Спарафучиле отдаёт ему мешок якобы с телом убитого герцога. Риголетто торжествует, но вдалеке снова слышит голос герцога, поющий «Сердце красавиц…». Открыв мешок, Риголетто видит умирающую Джильду. Из последних чувств Джильда просит отца простить герцога и её. Убитый горем Риголетто восклицает:«Ах! Вот где старца проклятье!».

## Действующие лица и некоторые исполнители
| Персонаж                    | Голос         | Исполнитель на премьере 11 марта 1851 Дирижёр: Гаэтано Марес | Среди других исполнителей |  |
| --------------------------- | ------------- | ------------------------------------------------------------ | --- |  |
| Герцог Мантуанский          | Тенор         | Рафаэле Мирате                                               | Барсуков Степан (Стефан) Данилович, Михаил Михайлов, Дмитрий Смирнов, Сергей Лемешев, Иван Козловский, Анатолий Орфёнов, Анатолий Соловьяненко, Аурелиано Пертиле, Лучано Паваротти, Пласидо Доминго, Франко Бонисолли, Франческо Демура, Виктор Кириченко, Хуан Диего Флорес, Роберто Аланья,Станислав Леонтьев.                                                           |  |
| Риголетто                   | Баритон       | Феличе Варези                                                | Иоаким Тартаков, Савелий Буховецкий, Владимир Политковский, Алексей Иванов, Андрей Иванов, Михаил Киселёв, Николай Ушаков, Фемий Мустафаев, Дмитрий Хворостовский, Эльчин Азизов, Дмитрий Гнатюк, Маттиа Баттистини, Тито Гобби, Ингвар Виксель, Роландо Панераи, Лео Нуччи, Пласидо Доминго, Муслим Магомаев, Эдем Умеров, Анджей Белецкий, Юрий Мазурок, Владимир Драгош. |  |
| Джильда                     | Сопрано       | Тереза Брамбилла                                             | Зоя Кочетова, Антонина Нежданова, Елена Степанова, Елена Катульская, Валерия Барсова, Ирина Масленникова, Bера Фирсова, Галина Олейниченко, Ирина Журина Эдита Груберова, Джоан Сазерленд, Маргерита Ринальди, Нино Мачаидзе, Лучана Серра, Мария Каллас, Аида Гарифуллина, Патрисия Пётибон Диана Дамрау, Ирина Лунгу, Станислава Масленникова                             |  |
| Спарафучиле                 | Бас           | Паоло Дамини                                                 | Фёдор Шаляпин Феруччо Фурланетто |  |
| Маддалена                   | Контральто    | Аннетта Казалони                                             | Вероника Борисенко Виктория Вергара Вера Леминская |  |
| Джованна                    | Меццо-сопрано | Лаура Саини                                                  | Федора Барбьери |  |
| Граф Монтероне              | Баритон       | Фелисиано Понс                                               | Ингвар Виксель |  |
| Кавалер Марулло             | Баритон       | Франческо Де Куннерт                                         | Евгений Кунгуров, Владимир Васильев |  |
| Маттео Борса                | Тенор         | Анджело Дзулиани                                             | Евгений Бойцов |  |
| Граф Чепрано                | Бас           | Андреа Беллини                                               | Роланд Брахт |  |
| Графиня Чепрано             | Меццо-сопрано | Луиджа Морселли                                              | Кэтлин Кульман |  |
| Офицер                      | Бас           | Джованни Рицци                                               | |  |
| Паж герцогини               | Меццо-сопрано | Аннетта Модес-Ловати                                         | |  |
| Кавалеры, дамы, пажи, слуги |               |                                                              | |  |

Пласидо Доминго в разное время спел как Герцога (например, в Метрополитен-опере у Джеймса Ливайна в 1977 г.), так и Риголетто (в телевизионном проекте Андреа Андерманна «Риголетто» в Мантуе" в 2010 г.)

## Аудиозаписи
- Герцог — Иван Козловский, Риголетто — Андрей Иванов, Джильда — Ирина Масленникова, Спарафучиле — Владимир Гаврюшов, Маддалена — Вероника Борисенко, Монтероне — Иван Петров, дирижёр — Самуил Самосуд. 1947 год.
- Исполнители: Феруччио Тальявини, Джузеппе Таддеи, Лина Пальюги, Феруччио Тальявини, Джулио Пери и другие. Дирижёр Анджело Куэст. 1954 г (фирма Warner Fonit).
- Герцог — Джузеппе ди Стефано, Риголетто — Тито Гобби, Джильда — Мария Каллас, Маддалена — Адриана Ладзарини, Спарафучиле — Никола Заккариа, Джованна — Джуза Джербини, Монтероне — Плинио Клабасси, Марулло — Уильям Дики, Борса — Ренато Эрколани, хор и оркестр театра «Ла Скала», дирижёр — Туллио Серафин, 1955 год.
- Герцог — Юсси Бьёрлинг, Риголетто — Роберт Меррилл, Джильда — Роберта Питерс, Спарафучиле — Джорджо Тоцци, Маддалена — Анна Мария Рота, оркестр и хор Римской оперы, дирижёр — Ионель Перля, 1956 год.
- Герцог — Ренато Чьони, Риголетто — Корнелл Мак-Нейл, Джильда — Джоан Сазерленд, Спарафучиле — Чезаре Сьепи, Маддалена — Стефания Малагу, хор и оркестр Римской академии «Санта-Чечилия», дирижёр — Нино Санцоньо, 1962 год.
- Герцог — Ион Писо, Риголетто — Михаил Киселёв, Джильда — Глафира Деомидова, Спарафучиле — Леонид Ктиторов, Маддалена — Валентина Клепацкая, Джиованна — Елена Корнеева, оркестр и хор Большого театра СССР, дирижёр — Марк Эрмлер, 1963 год.
- Герцог — Лучано Паваротти, Риголетто — Пьеро Каппуччилли, Джильда — Маргерита Ринальди, Спарафучиле — Никола Заккариа, Маддалена — Адриана Ладзарини, оркестр и хор театра «Реджо» (Турин), 1967 год.
- Герцог — Лучано Паваротти, Риголетто — Шерил Милнес, Джильда — Джоан Сазерленд, Спарафучиле — Мартти Талвела, Маддалена — Югетт Туранжо, оперный хор Амброзианы, Лондонский симфонический оркестр, дирижёр Ричард Бонинг, 1971 год.
- Герцог — Петер Дворский, Риголетто — Маттео Манугерра, Джильда — Патриция Вайс, Маддалена — Виктория Вергара, Спарафучиле — Курт Ридль, хор и оркестр Оперы Сан-Франциско, дирижёр — Никса Барецца, 1981 год.
- Герцог — Лучано Паваротти, Риголетто — Лео Нуччи, Джильда — Джун Андерсон, Спарафучиле — Николай Гяуров, Маддалена — Ширли Веррет, оркестр и хор театра «Коммунале» (Болонья), дирижёр — Риккардо Шайи, 1989 год.
- Герцог — Андрей Дунаев, Риголетто — Тассис Христояннис, Джильда — Елена Брылёва, Спарафучиле — Христофорус Стамбоглис, Маддалена — Гвендолин Куилбрю, Джованна — Тару Сиппола, Монтероне — Михаэль Дрис, Марулло — Ли Дэйвис, хор Немецкой оперы на Рейне (Дюссельдорф), оркестр Дуйбургской филармонии, дирижёр — Александр Джоэл, 2003 год.

## Постановки в России
- 1912 — Екатеринбургский театр оперы и балета, Екатеринбург. Дирижёр — Э. Меттер. Режиссёр — Д. Дума. Художник — И. Белкин. Балетмейстер — Э. Галецкий.
- 1920 — Екатеринбургский театр оперы и балета, Екатеринбург. Дирижёр — А. Симцис. Режиссёр — В.Майков. Балетмейстер — К. Залевский.
- 1929 — Свердловский государственный театр оперы и балета, Свердловск. Дирижёр — И. Палицын. Режиссёр — А. Варламов. Художник — А. Дубровин. Балетмейстер — М.Моисеев.
- 1935 — Свердловский государственный театр оперы и балета им. А.Луначарского, Свердловск. Дирижёр — Я. Эльяшкевич. Режиссёр — А. Малинин. Художник — Б. Шишкин. Балетмейстер — С. Сергеев. В партии Джильды — Дебора Пантофель-Нечецкая.
- 1939 — Московский музыкальный театр К. С. Станиславского и В. И. Немировича-Данченко, с участием режиссёров К. С. Станиславского и В. Э. Мейерхольда.
- 1946 — Свердловский государственный театр оперы и балета им. А. Луначарского, Свердловск. Дирижёр — А. Шморгонер. Режиссёр — А. Колосов. Художник — Н. Ситников. Балетмейстер — Г. Цвыбак. Риголетто — Иван Семёнов, Алексей Иванов; Джильда — Валентина Китаева, Герцог — Нияз Даутов.
- 1973 — Свердловский государственный академический театр оперы и балета им. А. Луначарского, Свердловск. Дирижёр . В. Васильев. Режиссёр — Н. Даутов. Художник — Н. Ситников. Балетмейстер — В. Давыдов. Риголетто — Борис Бобылев, Алексей Иванов; Джильда — Людмила Коновалова, Герцог — Артур Жилкин.
- 1997 — Екатеринбургский государственный академический театр оперы и балета, Екатеринбург. Дирижёр — В. Бочаров. Режиссёр — Л. Якушев. Художник — С. Фесько. Балетмейстер — И. Сульзин. Риголетто — Валентин Захаров, Джильда — Инина Боженко, Наталья Мокеева; Герцог — Ильгам Валиев, Марулло — Станислав Боровков.
- 2000 — Московский театр Новая Опера имени Е. В. Колобова, Москва. Музыкальный руководитель — Евгений Колобов. Режиссёр — Ральф Лянгбака. Сценография и костюмы — Леннарт Мёрк. Хормейстеры: Наталья Попович, Андрей Лазарев. Художник по свету — Глеб Фильштинский. Спектакль удостоен Российской оперной премии «Casta Diva» в номинации «Событие года»(2000) http://www.novayaopera.ru/?repertoire=rigoletto  Риголетто — Дмитрий Хворостовский, Николай Решетняк, Анджей Белецкий.
- 2003 — Спектакль Государственного академического центрального театра кукол имени С. В. Образцова. Музыкальная фантазия в 2 актах. Премьера: 14 марта 2003 года, Марсель; 9 апреля 2003 года, Москва. Режиссёр-постановщик, художник по куклам: заслуженный артист России Денников Андрей Сергеевич, Сценография и костюмы: Анна Львова; Аранжировщик: Николай Шамшин; Балетмейстеры: Марина Жук, Дмитрий Романенко; Хормейстер: Екатерина Чевская; Концертмейстер: Ирина Фирсенкова; Ассистент режиссёра: Ирина Осинцова; Помощник режиссёра: Ольга Алисова; Звукорежиссёры: з. р. к. России Эдуард Шепшелевич, Сергей Авилушкин; Художник по свету: Александр Пёрышкин
- 2005 (новая редакция 2007) — Мариинский театр, Санкт-Петербург. Музыкальный руководитель — Джанандреа Нозеда. Режиссёр-постановщик — Иркин Габитов. Художник — Сергей Грачёв (по оригинальным декорациям Тициано Санти). Художник по костюмам — Джованна Аванци. Художник по свету — Дамир Исмагилов. Ответственный концертмейстер — Наталия Мордашова. Главный хормейстер — Андрей Петренко. Балетмейстер — Александра Тихомирова[2].
- 2008 — Самарский академический театр оперы и балета, Самара. Режиссёр-постановщик и хореограф — Михаил Кисляров (Москва). Дирижёр-постановщик — Владимир Коваленко. Художник-постановщик — Виктор Вольский (Москва). Художник по костюмам — Ольга Ошкало (Москва). Хормейстер-постановщик — Валерия Навротская. Художник по свету — Владимир Ивакин (Москва).
- 2009 — Татарский академический государственный театр оперы и балета им. М.Джалиля. Музыкальный руководитель и дирижёр — Марко Боэми (Италия). Режиссёр-постановщик — лауреат Государственной премии РТ им. Г.Тукая Михаил Панджавидзе (Большой театр России, Москва). Балетмейстер-постановщик — заслуженный деятель искусств России Александр Полубенцев (Санкт-Петербург). Художник — постановщик — заслуженный деятель культуры Украины Андрей Злобин (Киев). Художник по костюмам — Анна Ипатьева (Киев)[3].
- 2014 — Большой театр, Москва. Режиссёр Роберт Карсен, дирижёр-постановщик Эвелино Пидо, художник Раду Борузеску, художник по костюмам Мируна Борузеску, хореограф Филипп Жиродо, главный хормейстер Валерий Борисов. Совместная постановка Оперного фестиваля в Экс-ан-Провансе, Рейнской оперы, театра Ла Монне, Большого театра Женевы и Большого театра.
- 2015 — Екатеринбургский театр оперы и балета, Екатеринбург. Режиссёр-постановщик — Игорь Ушаков (Москва). Дирижёр-постановщик — Павел Клиничев. Художник-постановщик — Алексей Кондратьев (Москва). Художник по костюмам — Ирэна Белоусова (Москва). Художник по свету — Евгений Виноградов (Москва). Хормейстер-постановщик — Анжелика Грозина. Хореограф-постановщик — Анна Абалихина (Москва). Риголетто — Дэвид Чеккони (Италия, премьерные спектакли), Юрий Девин, Александр Краснов; Джильда — Венера Гимадиева (Москва, премьерные спектакли), Ирина Боженко, Ольга Вутирас, Наталья Мокеева, Ольга Тенякова; Герцог — Евгений Крюков (Москва, премьерные спектакли), Ильгам Валиев, Владимир Чеберяк; Спарафучиле — Олег Бударацкий, Михаил Коробейников, Андрей Решетников, Станислав Трофимов; Маддалена — Надежда Бабинцева, Ксения Ковалевская, Надежда Рыженкова .
- 2021 — Московский музыкальный театр имени К. С. Станиславского и В. И. Немировича-Данченко, режиссёр Владимир Панков, дирижёр-постановщик Феликс Коробов, художник Максим Обрезков, художник по свету Анна Короткова, хореограф Екатерина Кислова.
- 2024 — Большой театр, Москва. Режиссёр-постановщик и сценограф — Джанкарло Дель Монако, музыкальный руководитель и дирижёр-постановщик — Валерий Гергиев, сценограф — Антонио Ромеро, художник по костюмам — Габриела Салаверри, художник по свету — Евгений Подъездников, художник по видеоконтенту — Илья Старилов, главный хормейстер — Валерий Борисов. Риголетто — Эльчин Азизов, Ариунбаатар Ганбаатар, Игорь Головатенко, Александр Краснов, Владислав Сулимский, Джильда — Гузель Шарипова, Екатерина Савинкова, Полина Шабунина, Герцог — Павел Петров, Алексей Татаринцев, Роман Широких[4].

## Экранизации
- «Риголетто» (1946, Италия). Режиссёр — Кармине Галлоне.
- «Трагедия Риголетто» (1953, Италия). Режиссёр — Флавио Кальдзавара. В главных ролях: Риголетто — Альдо Сильвани (вокал — Тито Гобби), герцог Мантуанский — Жерар Ландри (вокал — Марио дель Монако), Джильда — Джанет Видор (вокал — Джузеппина Арнальди). Хор и оркестр театра «Римская опера», дирижёр — Оливьеро де Фабрицис.
- «Риголетто» (1982, ФРГ). Режиссёр — Жан-Пьер Поннель.
- «Риголетто» (1987, СССР). Режиссёр — Виктор Окунцов. В главных ролях: Риголетто — Юрий Мазурок, герцог Мантуанский — Юрий Марусин, Джильда — Ольга Кондина. Симфонический оркестр Ленинградской филармонии им. Д. Д. Шостаковича, дирижёр — Александр Дмитриев.
- «„Риголетто“ в Мантуе» (2010, Италия, Великобритания, Франция и др. страны). Режиссёр — Пьер Кавассилас.
- «Риголетто» (2018, Великобритания). Режиссёр — Дэвид Маквикар.

## Ария («песенка») герцога Мантуанского
| Оригинальный текст | Русский перевод П. Калашникова |
| --- | --- |
| La donna è mobile Qual piuma al vento, Muta d’accento — e di pensiero. Sempre un amabile, Leggiadro viso, In pianto o in riso, — è menzognero. Ritornello (Припев) La donna è mobil qual piuma al vento Muta d’accento e di pensier! e di pensier! È sempre misero Chi a lei s’affida, Chi le confida — mal cauto il core! Pur mai non sentesi Felice appieno Chi su quel seno — non liba amore! Ritornello (Припев) La donna è mobil qual piuma al vento, Muta d’accento e di pensier! e di pensier! | Сердце красавиц Склонно к измене И к перемене, Как ветер мая. Клятвами страстными Сердце взволнует, Этими же губками Лжёт и целует. Можно браниться, Можно сердиться Но не влюбиться Всё же нельзя. Если Вам милая Не изменила, Значит, бесспорно, Изменит скоро. Ласки их любим мы, Хотя они ложны. Жить невозможно Без наслаждения. Пусть же смеются, Пусть увлекают, но изменяю Сам раньше я. |

- «La donna è mobile». Исполняет Энрико Карузо. Запись около 1906.
- «La donna è mobile». Исполняет Эрнест Пайк. Запись около 1908.
- «La donna è mobile». Исполняет Дмитрий Смирнов. Запись начала XX века.
- «La donna è mobile». Исполняет Леонид Собинов.

## Хор придворных
| Оригинальный текст | Русский перевод К. Вишневских |
| --- | --- |
| Zitti, zitti moviamo a vendetta, ne sia colto or che meno l’aspetta. Derisore sì audace costante a sua volta schernito sarà!… Cheti, cheti, rubiamgli l’amante, e la corte doman riderà. | Тише, тише, возмездие близко, ожидание не сорвите. Неизменный и дерзкий насмешник будет смехом чужим отомщён!… Тише, тише, похитим красотку, и над ним посмеётся весь двор. |